# اسکروبی
اسکروبی (به انگلیسی: Scrooby) یک روستا و محله مدنی در بریتانیا است که در بستلو واقع شده‌است.